# Exuperantius

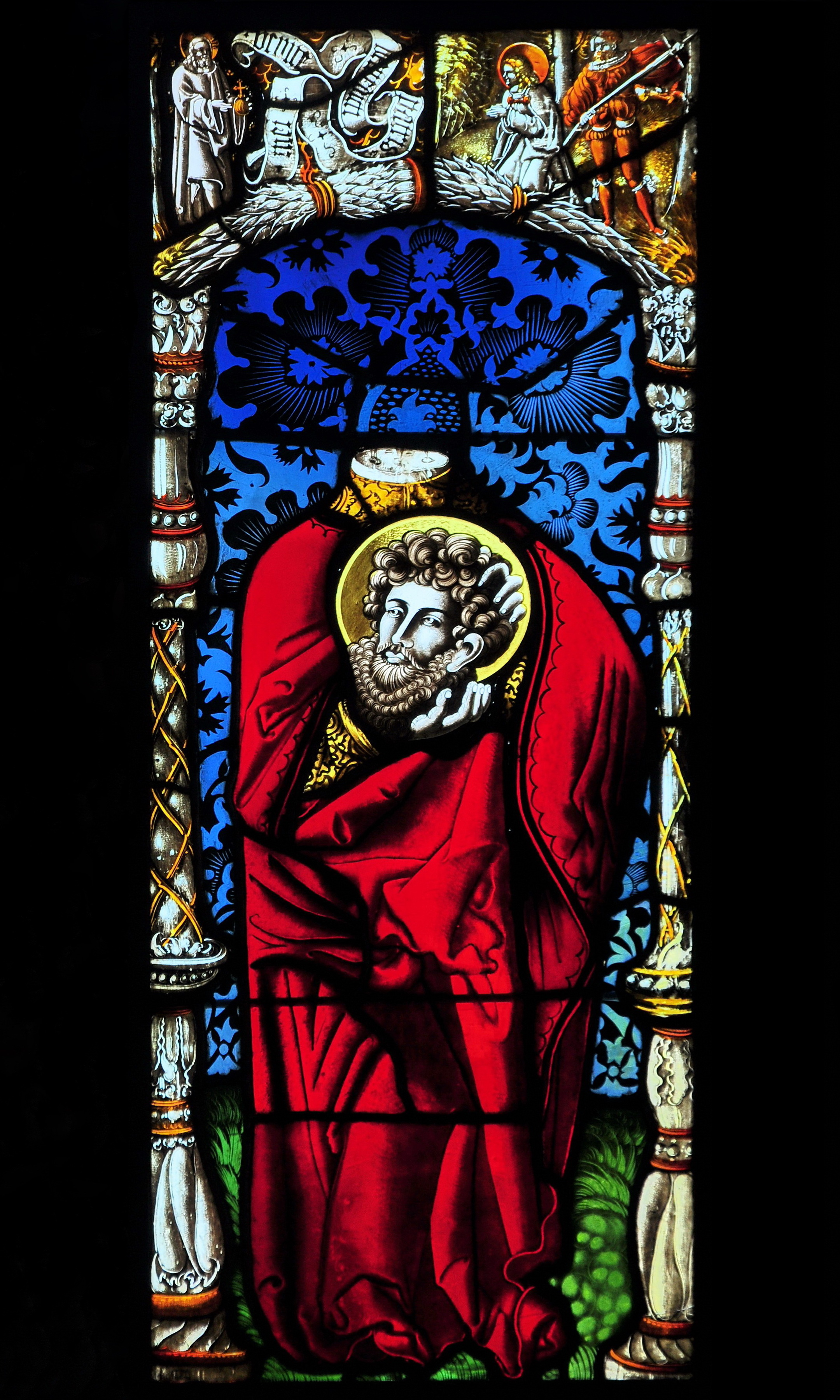
Exuperantius, reformierte Kirche in Elgg

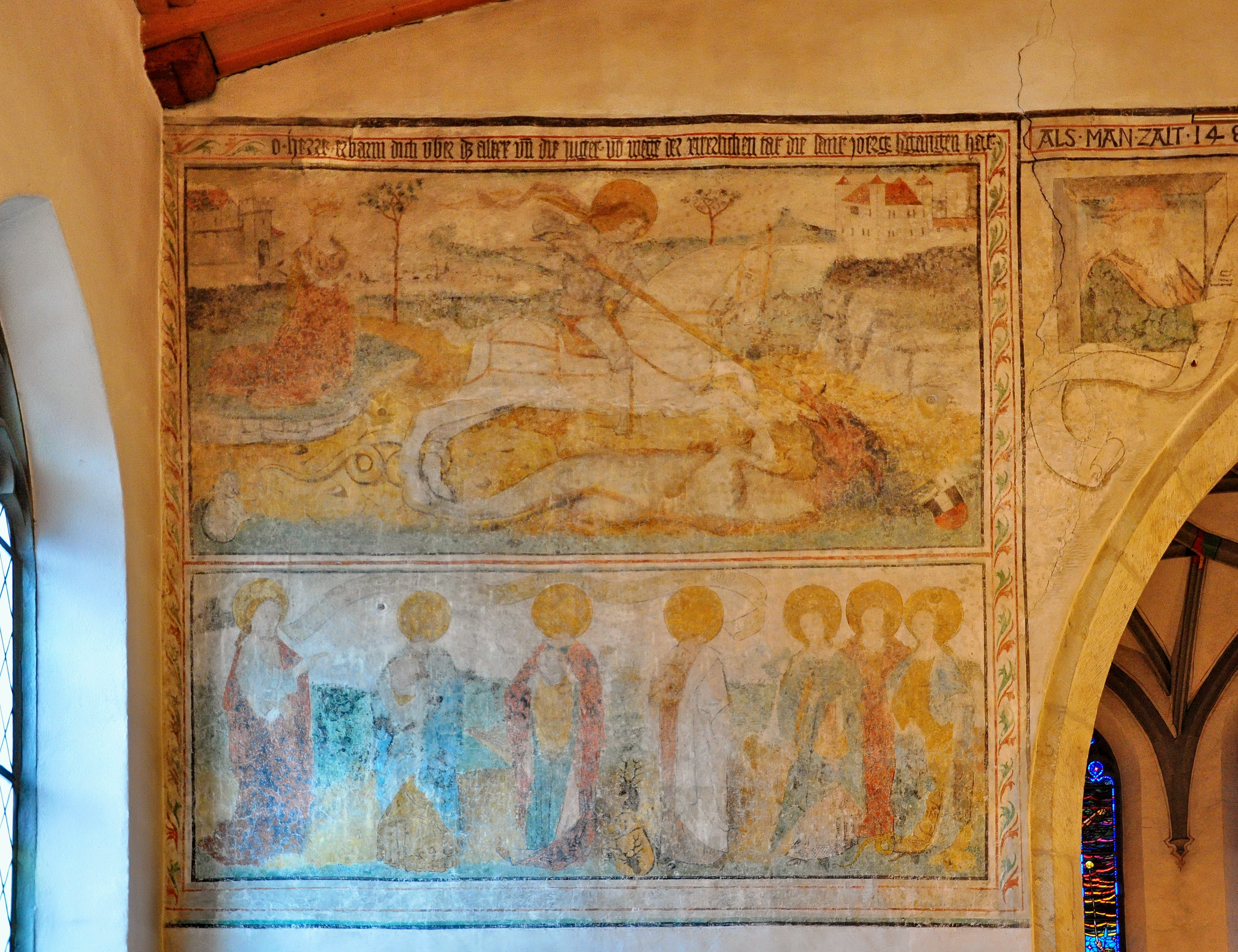
Fresco der drei Stadtheiligen in der reformierten Kirche in Pfäffikon

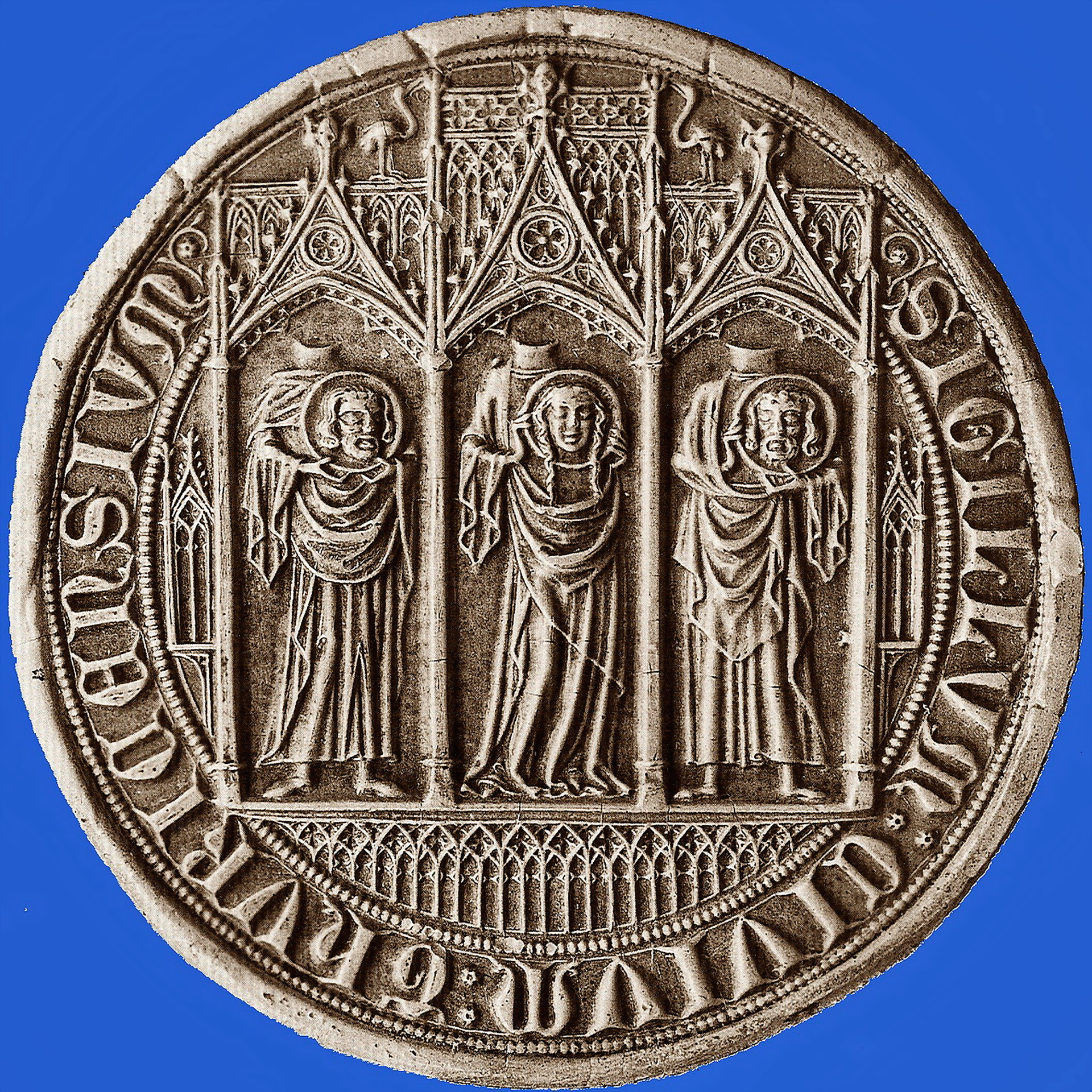
Die heute übliche Siegelform geht zurück auf das seit 1348 verwendete sogenannte Sekretsiegel des Rates von Zürich. Umschrift: SECRETVM CIVIVM THVRICENSIVM.

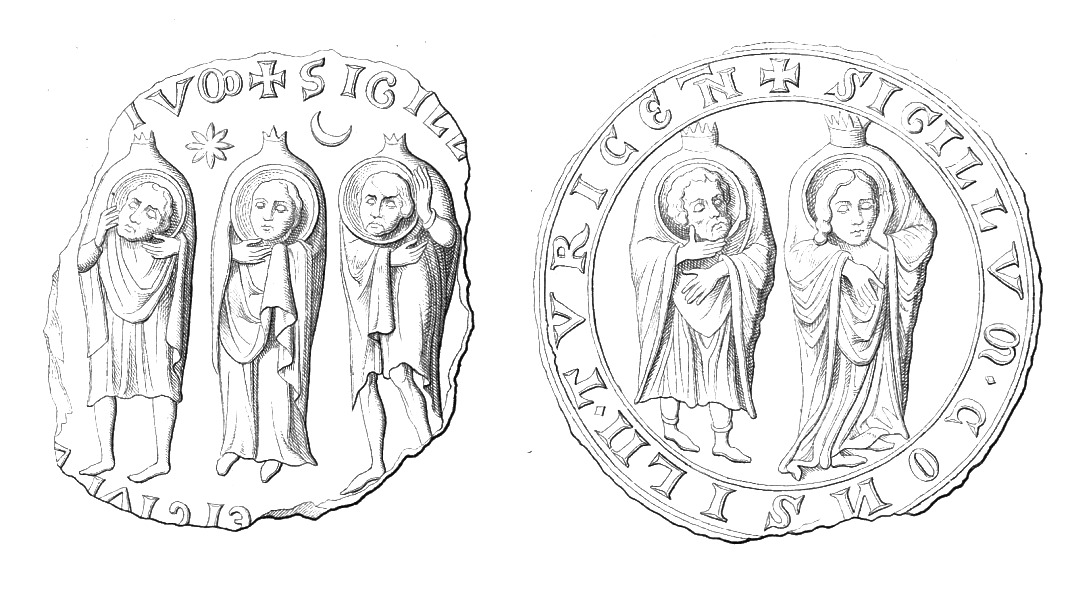
Die ältesten Stadtsiegel Zürichs, beide aus dem Jahr 1225. Auf dem einen Siegel sind drei, auf dem anderen nur zwei Schutzheilige dargestellt.

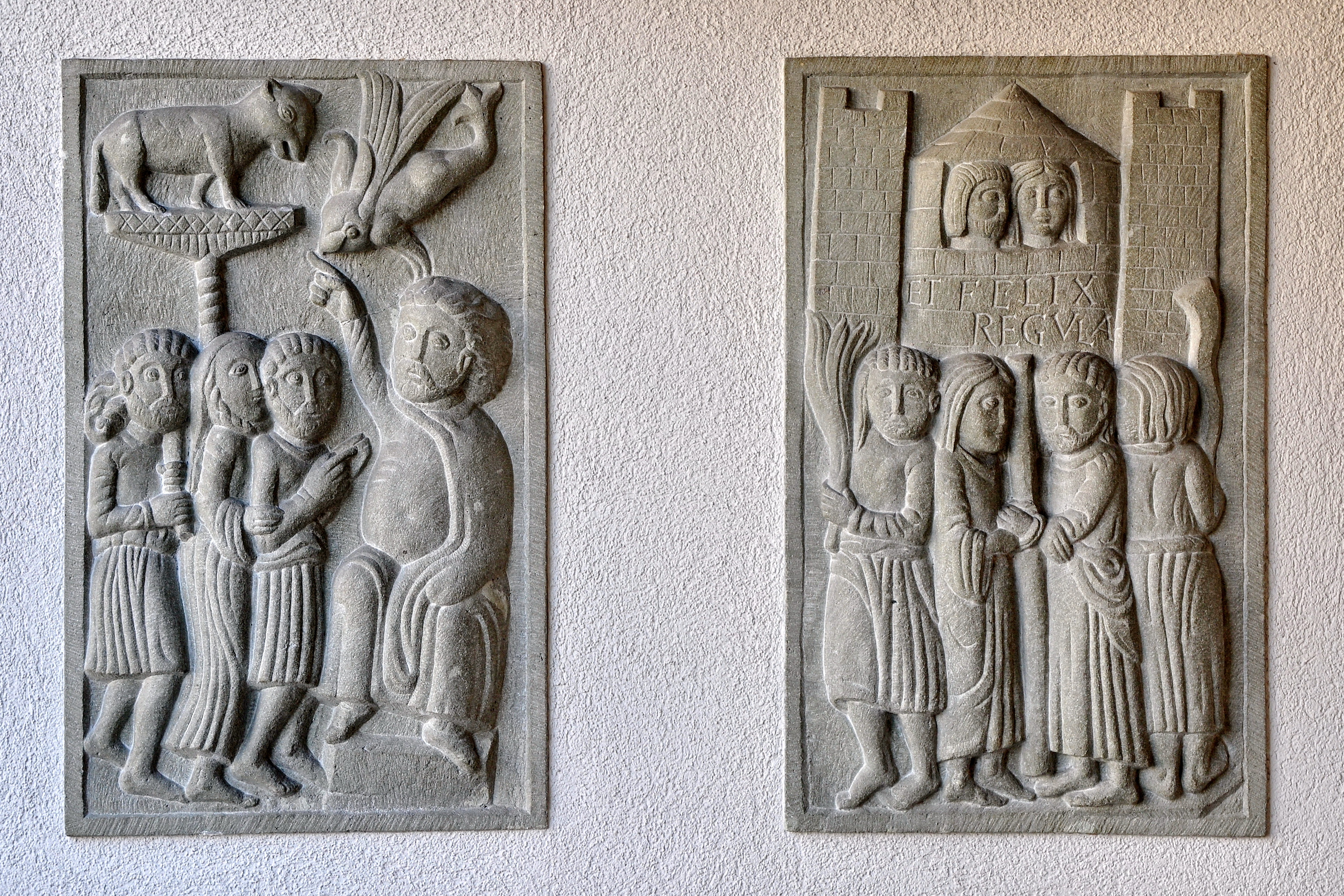
Martyrium von Exuperantius, Felix und Regula, Moderne Reliefs in der katholischen Kirche Felix und Regula in Zürich-Hard (1950).

Exuperantius (* unbekannt; † nach 302 in Zürich; auch Exsuperantius, Exuperius, Exsuperius, im Volksmund Häxebränz genannt) ist mit Felix und Regula der dritte Zürcher Schutzpatron, ein Heiliger und Märtyrer der römisch-katholischen Kirche.
Der Gedenktag dieser drei Märtyrer ist der 11. September. Alle drei Heiligen gehören zur Gruppe der Cephalophoren („Kopfträger“).
Exuperantius fehlt in der frühmittelalterlichen Legende von Felix und Regula. Seine Verehrung als dritter Schutzpatron wird ab dem 13. Jahrhundert fassbar.

## Legende
Exuperantius soll der Diener von Felix und Regula gewesen sein, wie sie ein Angehöriger der legendären Thebäischen Legion, und während der Christenverfolgungen in der Amtszeit von Kaiser Diokletian als Märtyrer getötet worden sein. Nach seinem Märtyrertod soll Exuperantius, Felix und Regula vorausgehend, seinen Kopf 40 Ellen das Ufer der Limmat hinaufgetragen, sich niedergekniet und schließlich zur Ruhe gelegt haben. An diesem Ort sollen die drei Stadtheiligen bestattet und im 9. Jahrhundert das ihnen geweihte Grossmünster der Stadt Zürich erbaut worden sein.
Über dem Hinrichtungsstein auf einer kleinen Insel in der Limmat, Ort ihres Martyriums und der Enthauptungen, wurde die Wasserkirche errichtet. Das Umfeld der mittelalterlichen Grabstelle und des vermeintlichen Hinrichtungssteins in der Krypta der Wasserkirche datiert ins 11. Jahrhundert.

## Historische Deutung
Die  schriftliche Überlieferung der Legende von Felix und Regula beginnt am Ende des 8. Jahrhunderts (Codex 225, Stiftsbibliothek St. Gallen). Diese frühkarolingische Überlieferung nennt mehrere «Gefährten» der beiden Heiligen, ohne explizite Erwähnung eines Dieners. Die erste  urkundliche Erwähnung des Exuperantius datiert auf den 21. Januar 1257, als die Wasserkirche anlässlich ihrer Inkorporation in das Grossmünsterstift als  Martyriumsstätte von Felix, Regula und Exuperantius erwähnt wird.
Johannes Stumpf in seiner  Schweizer Chronik von 1547/48 behauptet, Exuperantius sei seit dem  13. Jahrhundert eine im Volk beliebte Heiligenfigur gewesen. Das für Glaubensfragen in Zürich massgebliche Grossmünster soll sich aber gegen diesen unrechtmässigen Heiligen verwahrt haben, bis ihm 1264 ein Bürger seine Ländereien unter der Bedingung vermachte, dass Exuperantius von nun an auch in die Liturgie aufgenommen werde.
In der Legende von Felix und Regula werden die beiden Heiligen von Decius gefragt, ob sie nicht etwa Gefährten der im Wallis hingerichteten Mauritius, Exuperius, Victor und Candidus seien. Exuperius und Exuperantius sind zwei Varianten desselben Namens, und es wurde vermutet, dass Exuperantius im Ursprung mit dem Exuperius von Agaunum identisch sei, dessen Martyrium damit einfach aus dem Wallis nach Zürich verlegt worden wäre.
Bereits das erste bekannte Stadtsiegel von 1225, das nur fragmentarisch erhalten ist, stellt drei Heiligenfiguren dar.
Ein zweites, besser belegtes Siegel, das ebenfalls 1225 verwendet wurde, zeigt nur Felix und Regula. Auch weitere drei Stadtsiegel, die im 13. und frühen 14. Jahrhundert verwendet wurden, zeigten nur die zwei Stadtpatrone. Erst mit der Einführung des sechsten Siegels 1347/8, also bereits nach der Zunftrevolution von 1336, wurde Exuperantius wieder eingeführt. Spätere Siegel lehnten sich stets an das Vorbild von 1348 an.
Das Schwanken zwischen zwei und drei Stadtheiligen im Zürich des 13. und 14. Jh. wurde dahingehend gedeutet, dass Exuperantius
ein bürgerlich-volkstümlicher Heiliger war, der von der kirchlichen Elite als unhistorisch abgelehnt wurde. Damit spiegelt die Durchsetzung der Verehrung des Exuperantius, laut Stumpf ab 1264, und seine Wiederaufnahme in das Stadtsiegel nach der Zunftrevolution Bruns, die politische Rivalität zunächst des Grossmünsterstifts gegen das Fraumünsterstift, und dann der bürgerlichen Mittelschicht gegen die kirchliche Elite.
Den Schädelreliquien von Felix und Regula, die im Stiftsschatz des Grossmünsters aufbewahrt wurden, wurde vermutlich auch im 13. Jahrhundert eine Schädelreliquie des Exuperantius zugesellt. Bei der Räumung des Stiftsschatzes während der Reformation, am 2. Oktober 1525, werden vier kostbare Schädelreliquiare erwähnt, die dem Rat übergeben wurden:  S. Felix houpt bild obenusshin silberin. S. Reglen haupt. S. Exuperantzen haupt. S. Placidus haupt. Die Schädelreliquien von Felix und Regula wurden laut einer erst im 17. Jh. aufgezeichneten Überlieferung nach Andermatt gerettet. Die dort erhaltenen Reliquien wurden 1988 wissenschaftlich untersucht.
Dabei stellte sich heraus, dass der Regula-Schädel aus Fragmenten zweier Individuen aus der Römerzeit zusammengesetzt ist, während der Felix-Schädel mittelalterlich ist, er stammt von einem Mann, der im 11. oder 12. Jh. verstarb und danach etwa hundert Jahre lang beerdigt war, und damit etwa im 13. Jh. exhumiert wurde; es handelt sich bei diesem Schädel vermutlich um den seit dem 13. Jh. als Reliquie des Exuperantius verehrten Schädel.

Die volksetymologische Umdeutung des Namens Exuperantius als  Häxebränz (wohl angelehnt an Bränz «Weinbrand») im Zürcher Dialekt ist im Schweizerischen Idiotikon (1903) verzeichnet (ohne Datierung).